# Afganisztán uralkodóinak listája
Afganisztán történelme messze a régmúltba nyúlik vissza. Területét sok nagy birodalom uralta az idők folyamán. A perzsák, Nagy Sándor, a Szeleukidák, Dzsingisz kán mongol hordái és még sokan mások. Ám független, egységes államként csak a 18. században jelent meg a színen.
| Portré | Uralkodó                                                  | Uralkodott | Megjegyzések                                           |
| --- | --------------------------------------------------------- | ---------- | ------------------------------------------------------ |
| Sadozai-dinasztia |                                                           |            |                                                        |
| | Ahmed Sah Abdali * 1723 † 1772. október 16.               | 1747–1772  | Padisah                                                |
| | Timur Sah * 1748 † 1793. május 18.                        | 1772–1793  | Az első sah                                            |
| | Zaman Sah * 1770 † 1845. szeptember 10.                   | 1793–1801  |                                                        |
| | Mahmúd Sah * 1769 † 1829. április 18.                     | 1801–1803  |                                                        |
| | Sudzsa Sah * 1785. november 4. k. † 1842. április 5.      | 1803–1809  |                                                        |
| | Mahmúd Sah (2x)                                           | 1809–1818  |                                                        |
| – | Szultán Ali Sah * ? † 1819 után                           | 1818–1819  |                                                        |
| – | Ajjúb Sah * ? † 1837. december 1.                         | 1819–1823  |                                                        |
| Interregnum (1823–1825) Az ország pastu megszállás alá kerül és a Pakisztánt is uraló Barakzai-dinasztia lép a trónra. |                                                           |            |                                                        |
| | Doszt Mahommed Kán * 1793. december 23. † 1863. június 9. | 1826–1839  | Afganisztán első emírje.                               |
| | Sudzsa Sah (2x)                                           | 1839–1842  |                                                        |
| Barakzai-dinasztia |                                                           |            |                                                        |
| | Doszt Mahommed Kán (2x)                                   | 1842–1863  |                                                        |
| | Ser Ali Kán * 1825 † 1879. február 21.                    | 1863–1866  |                                                        |
| | Muhammad Afzal Kán * 1811 † 1867. október 7.              | 1866–1867  |                                                        |
| | II. Muhammad Azam Kán * ? † 1869                          | 1867–1868  |                                                        |
| | Ser Ali Kán (2x)                                          | 1868–1879  |                                                        |
| | Muhammad Jákub Kán * 1849 † 1923. november 15.            | 1879       |                                                        |
| Interregnum (1879–1880)                                                                                                |                                                           |            |                                                        |
| | Abdurrahmán Kán * 1844 † 1901. október 1.                 | 1880–1901  | Az „Istenadta Afgán Királyság” első emírje és királya. |
| | Habíbullah Kán * 1872. június 3. † 1919. február 20.      | 1901–1919  |                                                        |
| | Naszrullah Kán * 1875. április 7. † 1920. május 31.       | 1919       |                                                        |
| | Amanullah Kán * 1892. június 1. † 1960. április 25.       | 1919–1929  |                                                        |
| | Inájatullah Kán * 1888. október 20. † 1946. augusztus 12. | 1929       |                                                        |
| | Muhammad Nádir Sah * 1883. április 9. † 1933. november 8. | 1929–1933  |                                                        |
| | Mohammed Zahir * 1914. október 15. † 2007. július 23.     | 1933–1973  |                                                        |